# Liste der Einträge im National Register of Historic Places im Pershing County
Diese Liste der Einträge im National Register of Historic Places im Pershing County enthält alle in Pershing County, Nevada in das National Register of Historic Places eingetragenen Gebäude, Bauwerke, Objekte, Stätten oder historischen Distrikte.
Diese Liste entspricht dem Bearbeitungsstand des National Park Service/National Register of Historic Places vom 25. Oktober 2024.

## Legende
| NRHP | Historic Place             |
| NHL  | National Historic Landmark |
| HD   | National Historic District |

## Aktuelle Einträge
| [ 2 ] | Name                                   | Bild                            | Eintragsdatum                 | Lage | Ort               | Beschreibung                                         |
| ----- | -------------------------------------- | ------------------------------- | ----------------------------- | --- | ----------------- | ---------------------------------------------------- |
| 1     | Applegate-Lassen Trail                 | Applegate-Lassen Trail          | 18. Dez. 1978 ID-Nr. 78001722 | der Trail verläuft von Rye Patch bis zum nordwestlichen Grenzverlauf von Nevada 41° 11′ 45″ N, 119° 16′ 36″ W | Black Rock Desert | Dieser Eintrag hat eine weitere Referenz ID 81000729 |
| 2     | Central Pacific Railroad Depot         | weitere Bilder                  | 15. Apr. 2004 ID-Nr. 04000300 | 1005 W. Broadway Ave. 40° 10′ 47″ N, 118° 28′ 22″ W                                                           | Lovelock          |                                                      |
| 3     | Dave Canyon, Se'aquada, Table Mountain |                                 | 23. März 2005 ID-Nr. 05000207 | Adresse nicht veröffentlicht                                                                                  | Lovelock          |                                                      |
| 4     | Leonard Rock Shelter                   |                                 | 15. Okt. 1966 ID-Nr. 66000457 | Adresse nicht veröffentlicht                                                                                  | Lovelock          |                                                      |
| 5     | Marzen House                           | Marzen House                    | 27. Aug. 1981 ID-Nr. 81000384 | südlich von Lovelock 40° 10′ 15″ N, 118° 28′ 53″ W                                                            | Lovelock          |                                                      |
| 6     | Pershing County Courthouse             | weitere Bilder                  | 13. Mai 1986 ID-Nr. 86001077  | 400 Main Street 40° 8′ 35″ N, 118° 30′ 9″ W                                                                   | Lovelock          |                                                      |
| 7     | Rye Patch Archeological Sites          |                                 | 2. Aug. 1978 ID-Nr. 78001726  | Adresse nicht veröffentlicht                                                                                  | Lovelock          |                                                      |
| 8     | US Post Office-Lovelock Main           | US Post Office-Lovelock Main    | 28. Feb. 1990 ID-Nr. 90000134 | 390 Main Street 40° 10′ 51″ N, 118° 28′ 27,8″ W                                                               | Lovelock          |                                                      |
| 9     | Vocational-Agriculture Building        | Vocational-Agriculture Building | 24. Okt. 1991 ID-Nr. 91001528 | 1170 Elmhurst Street 40° 14′ 46″ N, 118° 32′ 57″ W                                                            | Lovelock          |                                                      |